# Dasychira moszkowskii
Dasychira moszkowskii är en fjärilsart som beskrevs av Embrik Strand 1910. Dasychira moszkowskii ingår i släktet Dasychira och familjen tofsspinnare. Inga underarter finns listade i Catalogue of Life.